# Коронавірусна хвороба 2019 у Коста-Риці
Спалах коронавірусної хвороби 2019 у Коста-Риці — це поширення пандемії коронавірусної хвороби 2019 на територію Коста-Рики. Перший випадок хвороби в країні зареєстрований 6 березня 2020 року в 49-річної туристки зі США в місті Алахуела. На 30 квітня 2020 року у Коста-Риці спостерігався найнижчий в усій Америці показник смертності від коронавірусної хвороби — усього 0,86 %. У США на цей час від коронавірусної хвороби померло більше костариканців, ніж у самій Коста-Риці. У Коста-Риці щоденно у середньому проводиться від 600 до 1000 тестувань на коронавірус. Станом на 9 серпня 2022 року у Коста-Риці зареєстровано 1057695 випадків хвороби і 8774 смерті. Станом на 31 березня 2022 року введено 10166273 дози вакцини. Серед них 4336171 - перші дози, 3971404 - другі дози і 1858698 - треті дози.

## Заходи контролю
Уряд оголосив систему кольорового кодування для контролю та стримування епідемії наступним чином:
- Зелений (інформація): випадки хвороби в країні не виявлені, проте виявлені в сусідніх країнах.
- Жовтий (помірний): прискорене збільшення епідеміологічних змінних, висока заповнюваність лікарень, низький контроль випадків.
- Помаранчевий (високий): Зростання епідеміологічних змінних, середня заповнюваність лікарень, прийнятний контроль випадків.
- Червоний (екстремальний): надзвичайна завантаженість лікарень.

До епідеміологічних змінних відносяться:
- Ризик провінції за рівнем спалаху (щотижня): нові випадки за кількістю населення провінції поділяються на нові випадки на всій території країни, 66 % важливості.
- Нахил та коефіцієнт варіації (щотижня): щотижневе збільшення або зменшення активних випадків у провінції, 33 % важливості.

Більш конкретні деталі, формули та алгоритми для позначення кольором кодування провінцій та районів тримаються в таємниці, та не були опубліковані станом на липень 2020 року, що стало приводом для скарг місцевої влади провінцій, асоціацій бізнесменів, журналістів та громадських активістів — борців за відкриті дані. Станом на серпень 2020 року для позначення адміністративних районів країни використовувались лише жовте або помаранчеве оповіщення з диференційованими обмеженнями для кожної області.

## Хронологія

### Лютий 2020 року
22 лютого до Коста-Рики повернувся 54-річний громадянин країни через міжнародний аеропорт Токумен в Панамі, й з 28 лютого у нього розпочали з'являтися симптоми коронавірусної хвороби. Після його госпіталізації до лікарні Сан-Рафаеля в Алахуелі в ній з'явився кластер захворювання, до якого увійшли родичі хворого, а також низка пацієнтів та співробітників лікарні. За кілька днів у цього хворого була оголошена підозра на коронавірусну хворобу, яка підтвердилась 7 березня.

### Березень 2020 року
5 березня міністерство охорони здоров'я Коста-Рики повідомило, що воно перевіряє ймовірний перший випадок коронавірусної хвороби в країні. Цим випадком стала 52-річна громадянка країни з кантону Покочі, яка 29 лютого повернулась з Італії та Тунісу без симптомів хвороби. Їй провели тести на коронавірус, які направили до Коста-Риканського дослідно-навчального інституту харчування та здоров'я для виключення або підтвердження коронавірусної хвороби у цієї хворої. Проте протягом доби отримано негативний результат тесту.
6 березня підтверджено перший випадок коронавірусної хвороби в країні. Хвороба діагностована в 49-річної громадянки США, яка прибула до країни авіарейсом з Нью-Йорку 1 березня. На час прибуття в неї були відсутні симптоми хвороби. Після підтвердження діагнозу її з чоловіком, який також контактував з інфікованими особами в Нью-Йорку, ізолювали в помешканні в Сан-Хосе.
7 березня у країні виявлено ще 4 випадки коронавірусної хвороби. Один із виявлених хворих безпосередньо контактував із першою підтвердженою хворою, двоє з них були громадянами США, які відвідували Коста-Рику, ще двоє були костариканцями.
8 березня в країні виявили ще 4 випадки хвороби, два з яких прибули з-за кордону. Частина хворих госпіталізовані до місцевих лікарень, більшість іноземців знаходились на карантині в своїх номерах готелів.
11 березня міністр охорони здоров'я країни повідомив про виявлення в країні 22 випадків коронавірусної хвороби, 14 з яких є чоловіками, 8 з них жінки, 19 громадян Коста-Рики (у тому числі вагітна жінка), 3 інших є іноземними громадянами. Вік хворих знаходиться в діапазоні від 10 до 73 років. Міністерство охорони здоров'я країни також повідомило, що підтверджені випадки хвороби зареєстровані в кантонах Алахуела, Есказу, Десампарадос, Гресія, Ередія, Сан-Хосе, Сан-Пабло, Санта-Крус та Тібас.
12 березня міністерство охорони здоров'я повідомило про виявлення в країні 23 випадків хвороби, останній з яких є медичним працівником.
13 березня міністерство охорони здоров'я країни повідомило про виявлення 3 нових випадків коронавірусної хвороби, внаслідок чого кількість випадків хвороби в країні зросла до 26, які виявлені у провінціях Сан-Хосе, Алахуела, Ередія, Гуанакасте та Картаго.
15 березня міністерство охорони здоров'я країни повідомило про виявлення ще 8 випадків хвороби, унаслідок чого загальна кількість випадків хвороби зросла до 35. Серед інфікованих зареєстровано 19 жінок та 16 чоловіків, з них 30 громадяни Коста-Рики та 5 іноземців, випадки хвороби зареєстровані в провінціях Сан-Хосе, Ередія, Гуанакасте, Алахуела та Картаго. Згідно повідомлень засобів масової інформації хворобу виявлено в 28 дорослих, 3 осіб похилого віку, та 4 дітей, 450 тестів у країні мали негативний результат. У країні закрито 350 освітніх закладів. Троє хворих знаходились у відділеннях інтенсивної терапії. Місцеві органи охорони здоров'я підтвердили випадки в кантонах Санта-Ана, Гресія, Нікойя, Ла-Уніон, Поас, Перес-Селедон, Сан-Пабло та Барва.
16 березня міністр охорони здоров'я країни повідомив про виявлення загалом 41 випадку коронавірусної хвороби в країні.
17 березня органи охорони здоров'я країни повідомили про виявлення 9 нових випадків хвороби. Кількість хворих жінок зросла до 24, а чоловіків до 26, з них 44 костариканські громадяни та 6 іноземців. Кількість негативних тестів у країні зросла до 720. Нові випадки були підтверджені в кантонах Картаго та Куррідабат.
18 березня повідомлено про виявлення ще 19 випадків хвороби, загальна кількість випадків у країні зросла до 69. Хворобу виявлено в 30 жінок та 39 чоловіків, з них 63 костариканців та 6 іноземців, серед них 57 дорослих, 7 літніх громадян та 5 неповнолітніх. Випадки хвороби виявлені також у кантонах Гойкечі, Моравія, Санто-Домінго та Санта-Барбара. 18 березня помер 87-річний костариканець, який став першою зареєстрованою смертю від коронавірусної хвороби в країні. Цей хворий був одним із 25 осіб, які інфікувались від лікаря в Алахуелі.
19 березня повідомлено про виявлення ще 18 випадків хвороби, унаслідок чого загальна кількість випадків у країні зросла до 87. Виявлені хворі знаходились у віковому діапазоні від 2 до 87 років. Серед хворих були 35 жінок та 52 чоловіки, з них 79 костариканців та 8 іноземців. Перший випадок виявлений у провінції Лимон в однойменному кантоні. Удень 19 березня міністерство охорони здоров'я повідомило про виявлення ще двох випадків хвороби у Сьюдад-Кесаді в кантоні Сан-Карлос, унаслідок чого загальна кількість випадків хвороби в країні зросла до 89. Пізніше 19 березня міністерство охорони здоров'я країни повідомило про другу смерть хворого коронавірусною хворобою в Коста-Риці. Це був літній чоловік, 87 років, житель міста Алахуела.
20 березня міністерство охорони здоров'я країни повідомило про виявлення в країні загалом 113 випадків хвороби, за останню добу в країні виявлено 24 випадків хвороби. Міністерство також повідомило про одужання перших двох хворих коронавірусною хворобою, які були американськими туристами, яких ізолювали в готелі в Сан-Хосе. Також повідомлено про нові випадки хвороби в кантонах Васкес-де-Коронадо та Монтес-де-Ока.
21 березня міністерство охорони здоров'я країни повідомило про виявлення лише 4 нових випадків хвороби, загальна кількість випадків хвороби в країні зросла до 117. Це найменша кількість нових підтверджених випадків з 15 березня. Окрім цього, кількість негативних тестувань зросла до 1190.
22 березня міністерство охорони здоров'я країни повідомило про виявлення 17 нових випадків хвороби, унаслідок чого загальна кількість випадків хвороби в країні зросла до 134, з них 55 жінок та 79 чоловіків, 117 костариканці та 17 іноземців, віковий діапазон хворих знаходиться в межах від 2 до 87 років. Ці випадки включали перший випадок в Асеррі, перший випадок у місті Сан-Віто кантону Кото-Брус у провінції Пунтаренас. У країні в 1400 осіб тест на коронавірус виявився негативним, 9 хворих госпіталізовані, 3 з них знаходились у відділеннях інтенсивної терапії.
23 березня міністерство охорони здоров'я країни повідомило про загалом 158 підтверджених випадків у країні, за останню добу виявлено 24 випадки хвороби. Серед хворих зареєстровано 68 жінок та 90 чоловіків.
24 березня міністерство охорони здоров'я повідомило про виявлення за добу 19 нових випадків хвороби, загальна кількість випадків зросла до 177. Хвороба зареєстрована в осіб від 2 до 87 років, з яких 103 чоловіки та 74 жінки, 159 з них костариканці, 18 іноземці. Госпіталізовано 6 хворих, з яких 4 перебувають у відділенні інтенсивної терапії. Кількість негативних тестів у країні зросла до 1619. Перші випадки хвороби виявлені в кантонах Хіменес, Ліберія та Монтес-де-Оро.
25 березня в країні загалом зареєстровано 201 випадок хвороби, за добу цей показник зріс на 24. Хворими є 183 костариканці та 18 іноземців. За добу зареєстровано 65 негативних результатів тестування, загальна кількість негативних тестувань зросла до 1684. Перші випадки хвороби зареєстровані в кантонах Оротіна, Альварадо, Белен, Флорес, Пунтаренас та Гарабіто.
26 березня міністерство охорони здоров'я країни повідомило про виявлення 31 нового випадку хвороби, загальна кількість випадків у країні зросла до 231. Серед хворих 101 жінка та 130 чоловіків, з них 209 костариканців та 18 іноземців. Кількість негативних тестів зросла до 2331, в країні зареєстровано 8 одужань. Перші випадки хвороби зафіксовані в кантонах Сарчі, Ореамуно, Ель-Гуарко та Тіларан. 5 хворих перебували у відділеннях інтенсивної терапії. На цей день 22 медичні працівники захворіли на коронавірусну хворобу.
27 березня міністерство охорони здоров'я країни повідомило про виявлення 32 нових випадків хвороби, унаслідок чого загальна кількість випадків хвороби в країні зросла до 263, цього дня спостерігалась найбільша кількість нових випадків з моменту першого випадку хвороби в країні. Із зареєстрованих випадків 121 жінки та 142 чоловіки, з яких 241 костариканці та 20 іноземців. Кількість негативних тестів зросла до 2786, один хворий одужав, загалом в країні зареєстровано 3 одужання. Перші випадки захворювання були зареєстровані в кантонах Тарразу, Мора, Сан-Рамон і Каррільо.
28 березня зареєстровано 32 нових випадків хвороби, загальна кількість випадків збільшилось до 295. Із зареєстрованих випадків 157 чоловіки та 138 жінок, з них 272 костариканці, 21 іноземців, та 2 особи без громадянства. Загалом у країні зареєстровано 2912 негативних тестів та 9 госпіталізованих пацієнтів, ще 6 знаходились у відділеннях інтенсивної терапії. На цей день за даними фонду соціального забезпечення Коста-Рики 52 медичні працівники інфіковані коронавірусом. Перші випадки хвороби зареєстровані в кантонах Алахуеліта, Туррубарес та Наранхо.
29 березня міністерство охорони здоров'я країни повідомило про виявлення 19 нових випадків хвороби, унаслідок чого загальна кількість випадків хвороби в країні зросла до 314. Серед зареєстрованих випадків 164 чоловіки та 150 жінок, з них 290 костариканців та 24 іноземці. Зареєстровано 3115 негативних тестів, 13 хворих госпіталізовано. Перший випадок зареєстровано в кантоні Оса.
30 березня міністерство охорони здоров'я повідомило про виявлення 16 нових випадків хвороби, загальна кількість зросла до 330. Серед зареєстрованих випадків 170 чоловіків та 160 жінок, 303 костариканців та 27 іноземних громадян; 293 з них дорослі, 24 громадяни похилого віку, а також 13 неповнолітніх. З 3692 тестів 8,9 % були позитивними, а решта (3362) — негативними. Один хворий одужав, загалом зареєстровано 4 одужання. Міністр охорони здоров'я попередив, що у країні саме почалось підйом кривої випадків хвороби. Перший випадок був зареєстрований у кантоні Сан-Ісідро.
31 березня міністр охорони здоров'я країни повідомив про збільшення загальної кількость випадків хвороби до 347, за останню добу виявлено 17 випадків. Серед них зареєстровано 180 чоловіків та 167 жінок, 320 костариканців та 27 іноземних громадян. 3498 тестів на коронавірус були негативними, кількість госпіталізованих хворих зросла до 15, 8 з яких перебувають у відділеннях інтенсивної терапії.

### Квітень 2020 року
1 квітня міністерство охорони здоров'я повідомило про виявлення в країні загалом 375 підтверджених випадків хвороби, за останню добу виявлено 28 нових випадків хвороби. Серед випадків хвороби 194 чоловіків та 181 жінок, з них 346 костариканці та 29 іноземців. Зареєстровано 3843 негативні тести. Перший випадок хвороби зареєстрований у кантоні Еспарса.
2 квітня міністерство охорони здоров'я повідомило про виявлення 21 нового випадку хвороби, загальна кількість випадків зросла до 396. Серед зареєстрованих випадків 204 чоловіків та 192 жінки, з яких 366 костариканці та 30 іноземців, серед них 356х дорослі, 26 осіб похилого віку та 14 неповнолітніх. Заареєстровано 3954 негативні тести, одужали 2 хворих, загалом з початку епідемії 6 одужань. На цей день госпіталізовано 17 хворих.
3 квітня загальна кількість випадків у країні зросла до 416, за добу виявлено 20 нових випадків. Серед зареєстрованих випадків 215 чоловіків та 201 жінка, з них 385 костариканців та 31 іноземець. Проведено загалом 4044 негативні тестування на коронавірус, кількість госпіталізованих хворих зросла до 23, з яких 13 перебували у відділеннях інтенсивної терапії. Зареєстровано 5 нових одужань, загальна кількість одужань зросла до 11. Перший випадок хвороби виявлено в кантоні Оянча.
4 квітня міністерство охорони здоров'я повідомило про виявлення 435 випадків коронавірусної хвороби, за добу кількість їх збільшилась на 19. Серед хворих 223 чоловіків та 212 жінок, з них 404 костариканців та 31 іноземець. У країні проведено загалом 4219 негативних тестів. двоє хворих одужали, загалом 13. Перший випадок хвороби зареєстрований у кантоні Параїсо.
5 квітня міністерство охорони здоров'я повідомило про виявлення 19 нових випадків хвороби, загальна кількість випадків зросла до 454. Серед зареєстрованих випадків 232 чоловіки та 222 жінок, з них 423 костариканці та 31 іноземці. Серед підтверджених випадків 411 дорослих, 28 людей похилого віку та 15 неповнолітніх. У країні проведено загалом 4644 негативні тести, ще 3 пацієнти одужали, загальна кількість одужань зросла до 16. Госпіталізовано 26 хворих, з яких 14 знаходились у відділенні інтенсивної терапії.
6 квітня в країні зареєстровано 467 випадків, за останню добу виявлено 13 випадків хвороби. Серед підтверджених випадків 240 чоловіків та 227 жінок, з них 435 костариканці та 32 іноземці. У країні проведено 4896 негативних тестів на коронавірус. За добу одужали 2 хворих, загальна кількість одужань зросла до 18.
7 квітня міністерство охорони здоров'я повідомило про збільшення кількості підтверджених випадків у країні до 483, за останню добу їх кількість збільшилась на 16. Серед зареєстрованих випадків 246 чоловіків та 237 жінок, з яких 449 костариканці та 34 іноземці. У країні проведено 5042 негативних результатів тестування, а кількість госпіталізованих осіб зросла до 25. За останню добу одужали 6 хворих, загальна кількість одужань зросла до 24. Перший випадок хвороби зареєстрований у кантоні Турріальба.
8 квітня міністерство охорони здоров'я повідомило про виявлення 19 нових випадків хвороби, загальна кількість випадків зросла до 502. Серед зареєстрованих випадків 259 чоловіків і 243 жінки, з них 468 костариканці та 34 іноземці, серед них 455 дорослих, 29 осіб похилого віку, та 18 неповнолітніх. Загалом було зареєстровано 5533 негативних тестувань, за добу одужали 5 хворих, загалом 29. Загальна кількості госпіталізованих знизилась до 23, з яких 15 перебувають у відділеннях інтенсивної терапії. Також повідомлено про перше одужання хворого у відділенні інтенсивної терапії в країні. 8 квітня удень міністерство охорони здоров'я підтвердило третю смерть хворого коронавірусною хворобою в Коста-Риці. Це був 45-річний чоловік без факторів ризику, житель Сан-Хосе.
9 квітня зареєстровано 539 випадків хвороби в країні, за добу виявлено 37 нових випадків, що стало найвищим показником підтверджених випадків за добу з початку епідемії. Серед зареєстрованих випадків 280 чоловіків та 259 жінок, з них 505 костариканці та 34 іноземці. У країні проведено 5759 негативних тестувань, ще один хворий одужав, загалом 30. Кількість госпіталізованих пацієнтів зменшилася до 19. Перший випадок виявлено в кантоні Сікіррес.
10 квітня міністерство охорони здоров'я країни повідомило про загалом 558 підтверджених випадків, за останню добу виявлено 19 нових випадків. Серед зареєстрованих випадків 289 чоловіків та 269 жінок, з них 524 костариканці та 34 іноземці. У країні проведено 5894 негативних тестувань на коронавірус, а кількість госпіталізованих осіб зросла до 20, з яких 13 знаходились у відділеннях інтенсивної терапії. За добу одужали 12 хворих, загальна кількість одужань зросла до 42. Перший випадок хвороби зареєстрований в кантоні Пуріскаль.
11 квітня представники міністерства охорони здоров'я повідомили про виявлення 19 нових випадків хвороби, загальна кількість випадків у країні зросла до 577. Серед зареєстрованих випадків 300 чоловіків та 277 жінок, з яких 541 костариканці та 36 іноземців, з яких 526 дорослі, 31 особи похилого віку, та 20 неповнолітніх. У країні проведено 6031 негативне тестування, 7 хворих одужали, загальна кількість одужань зросла до 49. Також було повідомлено про зменшення кількості госпіталізованих пацієнтів до 18. Перший випадок зареєстрований у кантоні Покочі.
12 квітня загальна кількість випадків у країні зросла до 595, за добу виявлено 18 нових випадків хвороби. Серед зареєстрованих випадків 310 чоловіків та 285 жінок, з них 557 костариканці та 38 іноземців. У країні проведено 6167 негативних тестувань, ще 7 хворих одужали, загальна кількість одужань зросла до 56. Кількість госпіталізованих хворих зросла до 19.
13 квітня міністерство охорони здоров'я країни повідомило про збільшення загальної кількості випадків хвороби в країні до 612, за добу зареєстровано 17 нових випадків. Серед зареєстрованих випадків 317 чоловіків та 295 жінок, з них 569 костариканці та 43 іноземці. У країні проведено 6256 негативних тестувань, кількість госпіталізованих хворих зросла до 20, з них 14 знаходились у відділеннях інтенсивної терапії. Ще 7 хворих одужали, загальна кількість одужань зросла до 62.
14 квітня міністерство охорони здоров'я повідомило про виявлення 6 випадків хвороби, загальна кількість випадків зросла до 618, що є найменшою кількістю підтверджених випадків за день з 21 березня. Серед зареєстрованих випадків 320 чоловіків та 298 жінок, з них 575 костариканці та 43 іноземці, з них 562 дорослі, 31 особа похилого віку та 25 неповнолітніх. Загалом у країні проведено 6326 негативних тестувань, 4 хворих одужали, загальна кількість одужань зросла до 66. Також повідомлено про зменшення кількості госпіталізованих до 19, з яких 13 перебували у відділеннях інтенсивної терапії.
15 квітня загалом по країні зареєстровано 626 випадків хвороби, за останню добу виявлено 8 нових випадків хвороби. Серед них 324 чоловіків та 302 жінки, з них 570 костариканців та 43 іноземці. Загалом у країні проведено 6511 негативних тестувань на коронавірус, ще один хворих одужав, загальна кількість одужань зросла до 67. Кількість госпіталізованих пацієнтів зменшилась до 16, з яких 11 знаходились у відділеннях інтенсивної терапії. Міністерство також повідомило про групу випадків у одному з кол-центрів у Сан-Хосе, де було зареєстровано 31 випадок хвороби. Уранці 15 квітня міністерство охорони здоров'я підтвердило четверту смерть хворого коронавірусною хворобою в Коста-Риці. Померлий був 84-річним чоловік з факторами ризику, який лікувався у лікарні Сан-Хуан-де-Діос у Сан-Хосе.
16 квітня в країні зареєстровано загалом 642 випадки хвороби, за останню добу зареєстровано 16 нових випадків.

### Грудень 2020 року
9 грудня Коста-Рика придбала 14 морозильних камер для зберігання вакцини проти COVID-19.
25 грудня в країні почалася глобальна вакцинація від COVID-19 вакциною виробництва Pfizer та BioNTech.

## Урядові заходи

### Березень 2020 року
8 березня міністерство охорони здоров'я Коста-Рики та національний комітет з надзвичайних ситуацій підняли рівень санітарної тривоги до жовтого.
11 березня Університет Коста-Рики видав розпорядження про призупинення всіх очних занять та запровадження онлайн-методів навчання.
12 березня міністр охорони здоров'я Коста-Ріки заявив, що країна станом на цей день не планує закривати своїх кордони для іноземних туристів. Національний комітет з надзвичайних ситуацій запустив телефонну лінію допомоги з питань, пов'язаних з COVID-19. Лідери Белізу, Коста-Рики, Гватемали, Гондурасу, Нікарагуа, Панами та Домініканської Республіки підписали угоду про боротьбу з епідемією коронавірусної хвороби. До підписаних лідерами країн заходів включено також скасування кінофестивалю в Коста-Риці.
15 березня міністерство освіти Коста-Рики вирішило тимчасово призупинити навчання в загальній кількості 317 освітніх закладів, що становить 7 % освітніх закладів країни. Закрили освітні заклади з підтвердженими випадками коронавірусної хвороби, усі державні заклади спеціальної освіти, освітні заклади, що належать до того ж шкільного округу, що й заклади, в яких виявлено підтверджений випадок хвороби, та освітні заклади, в яких виникли проблеми з водопостачанням.
Згідно угоди, укладеної президентом країни Карлосом Альварадо Кесадою та міністром охорони здоров'я Даніелем Саласом, службовцям Костариканських державних сил (поліцейський орган) надано повноваження в галузі охорони здоров'я щодо нагляду та контролю за поширенням коронавірусної хвороби, як для перевірки закриття барів, клубів та казино, так і для забезпечення не більш ніж 50 % заповненості інших громадських закладів. Заклади, які не будуть дотримуються нових карантинних заходів, будуть закриті на 30 днів.
16 березня, вже на десятий день після виявлення коронавірусної хвороби в країні, уряд оголосив надзвичайний стан через загрозу поширення коронавірусної хвороби. Окрім того, до 4 квітня призупинено проведення занять в усіх державних та приватних школах і коледжах. В'їзд до країни дозволений лише для громадян Коста-Рики та постійних мешканців країни, дія цього розпорядження розпочнеться через хвилину після півночі 18 березня, і триватиме до 12 квітня. Ті, хто в'їхав до країни, повинні залишатися в карантині щонайменше на 14 днів.
20 березня, після відмови працівників шкільних їдалень обслуговувати учнів, міністерство народної освіти країни вирішило доставляти пакунки з продуктами харчування батькам учнів шкіл.
23 березня уряд країни запровадив нові заходи з боротьби з коронавірусною хворобою, включно з повним закриттям пляжів у країні, обов'язкове закриття храмів та припинення релігійних служб, обмеження руху транспорту в головних містах країни з 10 години вечора до 5 години ранку. Усі іноземні громадяни, що мають дозвіл на постійне проживання в країні, та біженці втратять дозвіл на проживання, якщо з якої-небудь причини покинуть країну.
24 березня уряд повідомив, що тимчасово скоротить кількість державних службовців на 80 %, а також скасує підвищення зарплати, затверджене в січні минулого року, для всіх державних службовців, крім поліції.
26 березня міністр фінансів представив законопроєкт, який уряд мав намір подати на розгляд пізніше. Цим законопроєктом повинен бути введений солідарний податок, який відраховувався б із усіх зарплат працівників, які заробляли більше 500 тисяч колонів. Його метою було надання допомогти найбільш постраждалим особам від економічного спаду, спричиненого епідемією COVID-19. За кілька годин президент Карлос Альварадо Кесада заявив, що не підтримає цей законопроєкт, і заявив, що план захисту постраждалих від епідемії полягає у першу чергу в захисті безробітних та робітників, які вже зазнали зменшення зарплати.
27 березня уряд повідомив про продовження обмеження використання санітарних транспортних засобів у вихідні дні з 20:00 до 5:00. Крім того, уряд повідомив, що й далі розглядає введення тимчасового солідарного податку на заробітну плату понад 1,1 мільйона колонів, що може дозволити додатково залучити до бюджету до 25 мільярдів колонів на місяць, однак уряд повідомив, що розглядаються й інші джерела доходу, і що уряд представлятиме надзвичайний бюджет у розмірі 225 мільярдів колонів.
28 березня міністр охорони здоров'я Даніель Салас оголосив, що уряд запроваджує нові санітарні обмеження для всіх закладів громадського користування, які отримують санітарні дозволи на свою діяльність. Ці обмеження вступають у силу о 20:00 у вихідні, з того ж дня.
30 березня міністерство охорони здоров'я країни направило новий законопроєкт до Конгресу Коста-Рики, яким запроваджуються зміни у накладанні штрафу за порушення санітарних обмежень або карантину, які встановлюються в межах від 1 до 5 базових зарплат.
31 березня уряд повідомив про відкриття нового центру для лікування хворих коронавірусною хворобою. Після відкриття цього центру можливості лікування хворих коронавірусною хворобою розширились, оскільки у самому центрі одночасно могло перебувати до 88 хворих у відділеннях тимчасового або постійного перебування.

### Квітень 2020 року
1 квітня, з наближенням Страсного тижня та Великодня, уряд оголосив про введення нових заходів щодо стримування поширення COVID-19 у час масових святкувань та відпочинку населення. Основним заходом було продовження обмеження автомобільного руху вночі з п'ятниці, 3 квітня, і до вівторка, 7 квітня, з 17:00 до 5:00 ранку по всій країні. Обмежено рух громадського транспорту на великі відстані, будуть закриті громадські заклади, де порушуються санітарні норми перебування людей та можуть виникнути скупчення людей. Законодавча асамблея країни затвердила два законопроєкти про збільшення штрафів за недотримання санітарних норм та обмеження руху транспортних засобів. Штрафи в розмірі від 450 тисяч колонів (780 доларів США) до 2,2 мільйона колонів (3800 доларів США) будуть накладатися у випадку, якщо особа, яка має фактори ризику та в неї зареєстрована підозра на коронавірусну хворобу або підтверджений випадок хвороби, не дотримується режиму ізоляції. У разі зміни дорожнього законодавства водії, якщо вони порушать введені обмеження, можуть бути покарані штрафом у розмірі 107 тисяч колонів (185 доларів США), втратою 6 балів на ліцензії та вилученням номерних знаків автомобіля.
9 квітня уряд повідомив про початок грошових виплат тим працівникам, які постраждали від пандемії COVID-19. Виплати становлять від 125 тисяч колонів (215 доларів США) на місяць для осіб, які звільнені з роботи, або з робочим днем, зменшеним на 50 % або більше, та 62500 колонів (108 доларів США) на місяць для тих, у кого робочий день скорочено на 50 % або менше.
У перший тиждень квітня в науково-дослідному інституті Клодоміро Пікадо Університету Коста-Рики повідомлено про початок спільної з фондом соціального забезпечення Коста-Рики ініціативи щодо лікування коронавірусної хвороби препаратами з крові людей, які перехворіли COVID-19. Пропонувалось три варіанти застосування; перший варіант полягає у переливанні плазми реконвалесцентів, яка полягає у взятті крові в одужалого після коронавірусної хвороби, після чого плазма крові фракціонується з виділенням частини, в якій знаходяться антитіл проти коронавіруса, після чого фракціонована частина з антитілами переливаються хворому, який хворіє на COVID-19 на момент переливання. Другий варіант полягав у використанні крові одужалого, очистка та виділення з неї вироблених антитіл, після чого вони вводяться хворому. Третій варіант полягає у введенні коням сироватки крові одужалих людей для отримання антитоксичної сироватки, направленої для вироблення антитіл проти вірусних білків.
17 квітня уряд повідомив, що він здійснив перший випуск облігацій «Bono Proteger», який викупили 33 тисячі бенефіціарів.
21 квітня міністерство освіти країни повідомило про скасування застосування національних стандартизованих тестів FARO, які цього року мали здавати учні одинадцятих класів середніх шкіл у зв'язку з епідемією коронавірусної хвороби.
23 квітня уряд повідомив, що через підвищений попит на набори для тестування на коронавірус фонд соціального забезпечення Коста-Рики спільно з Національним центром високих технологій у лабораторію «CENIBiot» розпочне виробництво власних тестів на коронавірус для населення країни.

### Травень 2020 року
1 травня міністерство охорони здоров'я повідомило про відновлення роботи кінотеатрів, театрів, тренажерних залів, закладів прокату велосипедів та шкіл плавання, проте з обмеженнями для запобігання поширення коронавірусної інфекції, зокрема обмеження роботи цих закладів від 5 години ранку до 19 години вечора, та зменшення кількості осіб, які можуть перебувати в закладі.
11 травня міністерство освіти країни повідомило, що учні повернуться до шкіл після літніх канікул, запланованих між 29 червня та 10 липня, поки епідеміологічна ситуація дозволить проводити уроки в школах.
Міністерство навколишнього середовища та енергетики оголосило про план відкриття 12 національних парків країни із санітарними заходами для запобігання поширення коронавірусної інфекції, зокрема, обмеження в'їзду туристів. Також було повідомлено про відкриття всіх пляжів країни між 5 і 8 ранку, протягом тижня, і лише для занять спортом, виключаючи відпочинок на пляжах. Окрім того, Міністерство охорони здоров'я повідомило, що дозволить проводити фізичні розважальні заходи, які не передбачають безпосереднього фізичного контакту між людьми, також буде дозволено відновлення спортивних заходів, зокрема чемпіонату країни з футболу та інших спортивних змагань, які можна провести без присутності вболівальників. Також Коста-риканський інститут туризму оголосив про відкриття готелів, щоправда з дозволом заповнення лише 50 % від їх потужності.
Міністерство громадських робіт та транспорту повідомило про нові заходи щодо обмеження руху санітарних транспортних засобів, обмеження їх руху буде проводитись з понеділка по п'ятницю з 10 години ночі до 5 години ранку наступного дня та до кінця тижня з 19 години вечора до 5 години ранку наступного дня. Також продовжено загальнонаціональне обмеження кількості місць на автостоянках.
14 травня 52 депутати Законодавчої Асамблеї Коста-Рики підписали лист на адресу Панамериканської організації охорони здоров'я з проханням про «термінові та силові дії» щодо ситуації з поширенням COVID-19 у Нікарагуа, оскільки, за словами членів парламенту Коста-Рики, «уряд Нікарагуа провів необдумані заходи щодо боротьби з COVID-19, що спричинило надзвичайну ситуацію в охороні здоров'я країни», на що просять звернути особливу увагу, оскільки згадана ситуація може мати негативні наслідки для сусідніх країн, включаючи Коста-Рику.

### Червень-липень 2020 року
Міністерство охорони здоров'я повідомило, що 9 липня у Коста-Риці виявлено 649 нових випадків хвороби, що стало найбільшою кількістю випадків за один день. Крім того, міністерство охорони здоров'я повідомило, що у Великому столичному районі виявлено велику кількість інфікувань в одній із громад.
17 липня влада кантону Гарабіто повідомила, що не буде виконувати розпорядження центрального уряду про закриття магазинів та комерційних підприємств як для району оранжевої зони через дані, що показують, що кантон знаходиться в хороших умовах для комерційних операцій, як у районі жовтої зони. Наступного дня центральний уряд погодився, що кантон Гарабіто має хороші умови, та може знаходитися в жовтій зоні.

### Серпень 2020 року
3 серпня 2020 року Верховний суд країни видав розпорядження міністерству охорони здоров'я надати анонімізовані дані всіх підтверджених випадків у країні на вимогу журналістів та активістів відкритих даних, наступного дня відбувся несподіваний стрибок кількості одужань.

## Вплив епідемії
Торгово-промислова палата та Федерація ділових палат Центральноамериканського перешийка повідомили, що до 25 березня близько 3 % компаній регіону скоротили кількість працюючих, прогнозується, що така цифра зросте до 55 % за місяць. Інші джерела прогнозують 18 % припинених операцій та 11 % остаточних закриттів підприємств.

### Готельний бізнес
25 березня Інститут туризму Коста-Рики повідомив, що туристичний сектор країни знаходиться в умовах надзвичайної ситуації та стихійного лиха; практична відсутність туристів очікується щонайменше протягом трьох місяців.
26 березня Палата ресторанів та барів Коста-Ріки повідомила про 109 тисяч звільнених працівників сфери обслуговування, а 42 % (7980) афілійованих підприємств у країні були закриті.

### Аграрний сектор
У червні 2020 року спостерігався серйозний приріст кількості випадків коронавірусної хвороби у північних кантонах країни, де розміщені основні плантації ананасів в країні, на яких працює багато робітників-мігрантів з Нікарагуа, які ймовірно завезли хворобу до Коста-Рики, що спричинило настання кризи як у плантаційному господарстві країни, так і кризи сектору охорони здоров'я північних районів країни.

## Вакцинація
Пріоритет вакцинації проти COVID-19 в Коста-Риці поділяється на 6 груп: (1) персонал і мешканці будинків для пристарілих або пристарілих, служби першої допомоги та медичний персонал, (2) старше населення Коста-Ріки, визначене тут як особи віком від 58 років, (3) особи від 16 до 58 років із факторами ризику (4) вчителі та інший персонал міністерства освіти, люди, зайняті в сфері гостинності, зокрема на курортах і готелях, ув'язнені та судові працівники (5) студенти медичних наук та відповідні технічні спеціалісти в клінічних галузях, люди віком 40–57 років без жодного з вищезазначених факторів ризику, але чия робота змушує їх контактувати з іншими, (6) всі інші дорослі. Коста-Рика разом із Панамою та Сальвадором лідирувала з вакцинації проти COVID-19 у Центральній Америці. Станом на кінець травня 2021 року у Коста-Риці введено 28,37 дози вакцини на 100 осіб або загалом 1457802 введені дози. Коста-Рика отримала 5 мільйонів доз вакцини, що дасть можливість охопити щепленнями 49,1 % населення. Країна закупила 4 мільйони доз вакцини Pfizer/BioNTech і отримала один мільйон доз вакцини AstraZeneca/Oxford, з яких 132 тисячі доз було виділено через механізм COVAX, всесвітню ініціативу, спрямовану на справедливий доступ до вакцин проти COVID-19. На відміну від багатьох країн Латинської Америки, Коста-Рика не отримала пожертвування вакцини від Китаю. Незважаючи на те, що Китай проводив вакцинальну дипломатію зі своїми союзниками в регіоні, Коста-Рика не покладалася на китайські вакцини, незважаючи на непорушені дипломатичні зв'язки.